# Мартиния
Мартиния е български празник, с покровител Св.Мартин - римски папа, заточен е в Херсон, където умира през 637 година. Празнува се на 14 април в чест на вълците. За да не ядат стоката „връзват“ устата им. Пак с такава цел събират гребените, сключват ги в едно и ги поставят в някой ъгъл. Правят това слепешката (мижешком), за да бъдат слепи и като минават покрай овцете, да не ги виждат.